# Буковец (Софийская область)
Буковец (болг. Буковец) — село в Болгарии. Находится в Софийской области, входит в общину Своге. Население составляет 23 человека (2022).

## Политическая ситуация
Кмет (мэр) общины Своге — Емил Цветанов Атанасов (Болгарская социалистическая партия (БСП), Национальное движение «Симеон Второй» (НДСВ), «ЛИДЕР», Зелёные,Политический клуб «Экогласность», Евророма) по результатам выборов.